# God Save the Rave
God Save the Rave — 20-й студийный альбом немецкой группы Scooter, выпущенный 16 апреля 2021 года. Единственный студийный альбом группы с участием Себастьяна Шильде, который заменил Филипа Шпайзера в 2019 году и последний студийный альбом с участием Майкла Саймона, который покинул группу в декабре 2022 года.
Альбом God Save the Rave должен был выйти зимой 2020 года, а летом 2020 года планировалось провести тур в поддержку альбома The God Save the Rave tour. Однако из-за пандемии COVID-19 выход альбома и, соответственно, тур в его поддержку, был отложен. В декабре 2020 года было объявлено, что альбом выйдет 16 апреля 2021 года.

## Список композиций
Все тексты написаны Эйч Пи Бакстером (кроме «Wand’rin' Star»).
| №                   | Название                                              | Длительность |
| ------------------- | ----------------------------------------------------- | ------------ |
| 1.                  | «Futurum Est Nostrum»                                 | 1:48         |
| 2.                  | «God Save the Rave» (with Harris & Ford)              | 3:12         |
| 3.                  | «Never Stop the Show»                                 | 3:51         |
| 4.                  | «We Love Hardcore» (with Dimitri Vegas and Like Mike) | 3:15         |
| 5.                  | «Paul Is Dead» (with Timmy Trumpet)                   | 2:55         |
| 6.                  | «Bassdrum» (with Finch Asozial)                       | 2:55         |
| 7.                  | «Which Light Switch Is Which?»                        | 3:22         |
| 8.                  | «FCK 2020»                                            | 3:29         |
| 9.                  | «Groundhog Day»                                       | 2:53         |
| 10.                 | «Hang the DJ»                                         | 3:16         |
| 11.                 | «Rave Teacher (Somebody Like Me)» (with Xillions)     | 3:17         |
| 12.                 | «Анастасия»                                           | 6:57         |
| 13.                 | «Devil's Symphony»                                    | 3:05         |
| 14.                 | «These Days»                                          | 4:03         |
| 15.                 | «Wand'rin' Star»                                      | 3:59         |
| Общая длительность: | Общая длительность:                                   | 52:17        |

| №                   | Название                                                                                 | Длительность |
| ------------------- | ---------------------------------------------------------------------------------------- | ------------ |
| 1.                  | «Intro»                                                                                  | 1:24         |
| 2.                  | «One (Always Hardcore)»                                                                  | 4:15         |
| 3.                  | «The Logical Song»                                                                       | 4:49         |
| 4.                  | «Bora! Bora! Bora!»                                                                      | 3:50         |
| 5.                  | «My Gabber» (with Jebroer)                                                               | 3:47         |
| 6.                  | «God Save the Rave» (with Harris & Ford)                                                 | 4:49         |
| 7.                  | «Fire»                                                                                   | 4:36         |
| 8.                  | «How Much Is the Fish?»                                                                  | 3:52         |
| 9.                  | «The Age of Love (Live Version)»                                                         | 2:30         |
| 10.                 | «Fuck the Millenium / Call Me Mañana»                                                    | 5:39         |
| 11.                 | «J'adore Hardcore / Jumping All Over the World»                                          | 7:59         |
| 12.                 | «Maria (I Like It Loud)»                                                                 | 5:01         |
| 13.                 | «Which Light Switch Is Which?»                                                           | 4:29         |
| 14.                 | «Endless Summer / Hyper Hyper / Move Your Ass! / Move Your Ass (Noisecontrollers Remix)» | 7:41         |
| Общая длительность: | Общая длительность:                                                                      | 64:41        |

Примечания
- На винил-версии альбома трек «Wand'rin' Star» заменён на трек «Lugosi»[3].

Семплы
- «We Love Hardcore» содержит семплы из песни 1999 года «Kernkraft 400» группы Zombie Nation.
- «Which Light Switch Is Which?» содержит семплы из песни 1995 года «Strings of Infinity» исполнителя T-Marc feat. Vincent.
- «Rave Teacher (Somebody Like Me)» содержит вставку из песни 2017 года «Somebody Like Me» исполнителя Xillions.
- «Devil’s Symphony» содержит семплы из балета 1877 года «Лебединое озеро» Петра Ильича Чайковского.
- «These Days» содержит семплы из песни 2021 года «Blend» исполнителя RachEP.
- «Wand’rin' Star» является кавер-версией песни 1951 года «Wand'rin' Star».